# Dhaid
Dhaid  (o Dhayd) és un oasi de l'emirat de Sharjah als Emirats Àrabs Units, amb una bona producció de vegetals i fruites incloent les famoses maduixes d'Al-Dhaid cultivades a la propera granja de Mirak, que creixen a l'hivern per proveir els mercats europeus i orient mitjà (exporta 70 tones l'any).
La població està situada al nord-est l'est del país (exclosos els enclavaments exteriors) a la carretera en direcció a Masafi ciutat que es troba a 37 km. A 10 km a l'est de Dhaid una carretera secundària en direcció nord porta a Manama, un oasi depenent de l'emirat d'Ajman. La ciutat té una població de pocs milers d'habitants i està formada per diversos nuclis: Al-Suwaiah, Al-Bustan i Al-Hasan; Al-Sharayah a l'est; i Al-Tayebah al sud. A uns 5 km al nord hi ha Falaj al-Mualla, ciutat més petita, que pertany a Umm al-Qaiwain, i que com l'oasi de Dhaid disposa de les fonts o falaj que van permetre la seva vida agrícola antigament (actualment s'ha construït una estació dessaladora que porta l'aigua del mar).